# Dag van de Jeugdbeweging

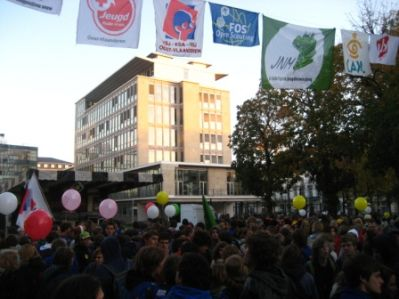

De Dag van de Jeugdbeweging is een jaarlijkse evenement dat de Vlaamse jeugdbewegingen in de schijnwerpers plaatst.
De Dag van de Jeugdbeweging vindt plaats op de vrijdag twee weken voor de start van de herfstvakantie. Op deze dag worden de leden van de aangesloten jeugdbewegingen opgeroepen om in uniform of met kentekens naar school of werk te gaan. Zo wil men aan de buitenwereld tonen dat men trots is lid te zijn. De actie staat ook voor het uitdragen van de waarden van de jeugdbeweging en worden de vele vrijwilligers bedankt voor hun jarenlange inzet.
De dag start traditioneel vroeg in de ochtend met een ontbijt en een optreden of groot spel. Tientallen lokale evenementen over Vlaanderen en Brussel worden georganiseerd. Veelal eindigt de dag met een fuif.
De negen deelnemende jeugdbewegingen zijn:
- Chiro
- EJV
- FOS Open Scouting
- Kamino
- Jeugd Rode Kruis
- JNM
- KLJ
- KSA
- Scouts en Gidsen Vlaanderen

In 2004 won de Dag van de Jeugdbeweging de Vlaamse Cultuurprijs voor de Vrijwilliger.